# Spelaeoniscus petraliai
Spelaeoniscus petraliai is een pissebed uit de familie Spelaeoniscidae. De wetenschappelijke naam van de soort is voor het eerst geldig gepubliceerd in 1978 door Caruso & Lombardo.